# Teramnonotus
Teramnonotus is een geslacht van kreeftachtigen uit de klasse van de Malacostraca (hogere kreeftachtigen).

## Soorten
- Teramnonotus gordonae (Monod, 1956)
- Teramnonotus johnlucasi Tavares & Santana, 2015
- Teramnonotus monodi Tavares & Santana, 2015